# National Grandparents Day
National Grandparents Day, pol. Narodowy Dzień Dziadków – świeckie święto obchodzone w Stanach Zjednoczonych, Kanadzie i Wielkiej Brytanii, anglosaski odpowiednik Dnia Babci i Dziadka. W przeciwieństwie do odrębnych dni w Polsce jest wspólnym świętem.
W Stanach Zjednoczonych jest to święto oficjalnie zatwierdzone przez Kongres i prezydenta, ustanowione w 1978 roku przez Jimmy'ego Cartera. Zarówno w Stanach Zjednoczonych, jak i w Kanadzie National Grandparents Day obchodzony jest w pierwszą niedzielę po Święcie Pracy, które przypada na pierwszy poniedziałek września. Natomiast w Wielkiej Brytanii dzień ten obchodzony jest w pierwszą niedzielę października.
Dzień ten ma swój oficjalny hymn A Song for Grandma and Grandpa (Piosenka dla Babci i Dziadka), a symbolem tego dnia jest niezapominajka.
W szkołach, kościołach i domach spokojnej starości organizowane są uroczystości. Święto celebruje się także w gronie rodzinnym przy ogniskach czy grillach. Dzień ten ma za zadanie uświadomić dzieciom, jak wiele zawdzięczają swoim dziadkom. Wnuki są zachęcane do pomocy najstarszym członkom rodziny.